# Ibelin

L'escut d'armes dels Ibelin

Ibelin va ser un castell en el Regne Croat de Jerusalem al segle xii (actualment Yavne), i també el cognom d'una important família de nobles.

## El castell
El lloc on se situa Ibelin va ser ocupat des de temps antics; els romans l'anomenaven Iamnia. El castell croat va ser construït el 1141 entre Jaffa i Ascaló, a prop de Montgisard i Ramla. En aquell moment Ascaló estava controlat per l'Egipte fatimita, i anualment, els exèrcits egipcis sortien des d'Ascaló per atacar el regne croat. Ibelin va ser construït per contenir aquests atacs i reduir-los a una àrea més petita. El castell original, construït pel rei Folc de Jerusalem, tenia quatre torres.

## La família: primera i segona generació
La família Ibelin va passar dels orígens més humils a convertir-se en una de les famílies nobles més influents en els regnes de Jerusalem i Xipre. Afirmaven ser descendents dels vescomtes Le Puiset de Chartres, però això sembla més aviat una invenció posterior. Amb més probabilitat procedien de Pisa a Itàlia, on el nom Barisan és comú tant en la Toscana com a la Ligúria, associat a la família Azzopardi. El primer membre conegut de la família va ser Barisan, que aparentment va ser un cavaller que va entrar al servei del comte de Jaffa, i que prop de l'any 1110 va arribar a ser conestable de Jaffa. Com recompensa pels seus lleials serveis, es va casar en 1122 amb Helvis, hereva de la propera senyoria de Ramallah o Ramla.
El 1141, el rei Folc de Jerusalem va concedir a Barisan el castell d'Ibelin, com a recompensa per la seva lleialtat durant la rebel·lió d'Hug I de Jaffa el 1134. Ibelin va passar a formar part del Comtat de Jaffa, que en aquests moments estava sota domini directe del rei. Del matrimoni de Barisan amb Helvis van néixer Hug, Balduí, Barisan, Ermengarda i Estefania. El jove Barisan va arribar a ser conegut com a Balian. Al costat d'Ibelin, la família també posseïa Ramallah o Ramla (heretada per Helvis), i Nablus (lliurada a Balian en casar-se amb Maria Comnena de Jerusalem, la vídua del rei Amalric I de Jerusalem). Balian va ser l'últim a posseir tots aquests territoris, ja que van passar a les mans de Saladí el 1187.
La família va recuperar el seu estatus en tan sols dues generacions. En els estats croats aquesta recuperació era molt més ràpida que a Europa, ja que els membres de les famílies nobles morien molt abans i era necessària una ràpida substitució.

## La família des delseglexiii
Els descendents de Balian van estar entre els nobles més poderosos del Regne de Jerusalem i del Regne de Xipre.
El primer fill de Balian, Joan d'Ibelin (sobrenomenat el Vell senyor de Beirut), fou el líder de l'oposició a l'emperador del Sacre Imperi Romanogermànic Frederic II, quan l'emperador va voler d'imposar la seva autoritat imperial sobre els estats croats. Joan va tenir cinc fills amb Melisenda d'Arsuf: Balian, senyor de Beirut; Joan, senyor d'Arsuf i conestable de Jerusalem; Hug; Balduí, senescal de Xipre; i Guiu, conestable de Xipre. Balian de Beirut es va casar amb Esquiva de Montbéliard i fou el pare de Joan II de Beirut que es va casar amb la filla de Guiu I de la Roche, duc d'Atenes. Joan d'Arsuf va ser el pare de Balian d'Arsuf, que es va casar amb Plasència d'Antioquia. Guiu d'Ibelin, conestable de Xipre, va ser el pare d'Isabel, que es va casar amb Hug III de Xipre.
El segon fill de Balian, Felip d'Ibelin, va ser regent de Xipre ajudant a la seva neboda, la reina vídua Alícia de Xampanya. Amb d'Alicia de Montbéliard va ser el pare de Joan d'Ibelin, comte de Jaffa i Ascaló, regent de Jerusalem, i autor de les Assizes de la Haute Cour de Jerusalem, el document legal més important del regne croat. Joan es va casar amb Maria d'Armènia, germana del rei Hethum I d'Armènia, i fou el pare de Jacob d'Ibelin, comte de Jaffa i Ascaló i també un notable jurista; i de Guiu d'Ibelin, comte de Jaffa i Ascaló i marit de la seva cosina Maria, la filla de Hethum I.
Diversos membres de la família es van establir en el nou Regne de Xipre al començament del segle xiii. La major part va ser traslladant-se allí segons es perdia el regne continental. No sembla que cap membre de la família Ibelin s'hagi anat a un altre país en aquest període. En aquells dies, alguns membres de la família Embriaco que eren senyors de Biblos, propers als Ibelin, van adoptar també el nom Ibelin, a causa de la seva ascendència materna comuna.
Malgrat l'origen modest patern, durant els segles XIII al xv, els Ibelin es trobaven entre les famílies més influents del Regne de Xipre, emparentant amb fills menors, nets i germans de reis (tant reis com a hereus tendeixen a trobar esposes reials). Com alguns d'aquests prínceps, que en principi no havien d'heretar, passaven inesperadament a ser reis, algunes de les Ibelin foren reines. Els Ibelin van viure, gràcies a aquests matrimonis, entre la més selecta noblesa de Xipre, al costat de famílies com els Montfort, Dampierre, Brunswick, Lusignan, Montbeliard, i Gibelet. Es van casar també amb altres branques d'Ibelin. També tenien elevats avantpassats: Maria Comnena pertanyia a la dinastia imperial romana d'Orient dels Comnens, i era descendent dels reis de Geòrgia, Bulgària, l'antiga Armènia, Pàrtia, Pèrsia i Síria.
Quan el Regne de Xipre va ser destruït al segle xv, els Ibelin aparentment també van perdre tant les seves terres com la seva posició social (i la família, possiblement, es va extingir), o almenys, les fonts ja no parlen més d'ells. Descendents dels Ibelin, a través de la família reial de Xipre, s'inclouen en diverses famílies reials de l'Europa moderna. Per exemple, Anna, duquessa de Savoia, filla de Janus de Xipre, és l'avantpassat dels ducs de Savoia, de la família de la Tremoille prínceps de Talmont i Tàrent, de la família Longueville, dels prínceps de Mònaco, dels sobirans de Baviera, de la casa de Farnese de Parma, dels últims Valois reis de França, dels ducs de Lorena, dels Habsburg-Lorena, dels Borbó de França i Navarra, i, al costat de la seva progènie, de pràcticament tota la reialesa catòlica dels últims segles.

## Senyors de Ibelin
- Barisan d'Ibelin (1134-1150)
- Hug d'Ibelin (1150-1170)
- Balduí d'Ibelin (va heretar en 1170, però ho va cedir a Balian)
- Balian d'Ibelin (1170-1193)
- Joan d'Ibelin (1193-1236)
- posteriorment es va associar el títol al comte de Jaffa i Ascaló

## Arbre familiar
- Barisan d'Ibelin (?-1152) casat amb Helvis de Ramla
  - Hug d'Ibelin (1130/1133-1169/1171) casat amb Inès de Courtenay
  - Balduí d'Ibelin (sobre 1130-1186/1188) casat 1. Riquilda de Bethsan, 2. Isabel Gothman, 3. Maria de Trípoli
    - Tomàs d'Ibelin (abans de 1175-1188)
    - Esquiva d'Ibelin (1160-1196/1197) casada amb Amalric II de Jerusalem
      - Borgonya (1180-1210) casada 1. Ramón VI de Tolosa, 2. Gualter II de Montfaucon
      - Guiu, mort jove
      - Joan, mort jove
      - Hug I de Xipre (1194/1195-1218) casat amb Alícia de Xampanya
        - Maria de Lusignan (abans de 1215-1252/1254) casada amb Gualter IV de Brienne
          - Hug de Brienne (1240-1296) casat 1. Isabel de la Roche, 2. Elena Comnè Dukaina
            - Gualter V de Brienne (1275-1311) c. Joana de Châtillon
              - Gualter VI de Brienne (1304-1356) casat 1. Margarita de Tàrent, 2. Joana de Brienne
                - Joana
                - Margarita

              - Isabel de Brienne (1306-1360) casada amb Gualter III d'Enghien
                - descendents d'Enghien al Regne de Nàpols i Sicília, al Ducat de Ferrara, al Ducat de Màntua, etc

            - Inès de Brienne casada amb Joan, comte de Joigny
            - Joana de Brienne casada amb Nicolau Sanudo

        - Isabel d'Antioquía (1216-1264) casada amb Enric d'Antioquía
          - Hug III de Xipre (1235-1284) casat amb Isabel d'Ibelin
            - Joan II de Jerusalem (?-1285)
            - Bohemon de Lusignan (1268-1281)
            - Enric II de Jerusalem (1271-1324) c. Constança de Sicília
            - Amalric de Lusignan, Príncep de Tir (?-1310) casat amb Isabel, Princesa d'Armènia
              - Hug de Lusignan (?-1318/1323) c. Esquiva de Ibelin
              - Enric de Lusignan (?-1323)
              - Guiu de Lusignan (?-1344) casat amb 1. Cantacuzena, 2. Teodora Syrgiannaina
                - Isabel de Lusignan (1333-1382/1387) casada amb Manel Cantacuzè

              - Joan de Lusignan (?-1343) casat amb Sultana de Geòrgia
                - Bohemon de Lusignan (?-1364)
                - Lleó VI d'Armènia casat amb Margarida de Soissons
                  - Maria de Lusignan (1370-1381)
                  - Guiu de Lusignan (?-1405)
                  - Esteve de Lusignan

              - Bohemon de Lusignan (?-1344) casat amb Eufèmia de Neghir
                - Bartomeu de Lusignan (?-després de 1373)

              - Inès (Maria) de Lusignan (?-després de 1309) casada amb Lleó III d'Armènia

            - Maria de Lusignan (1273-1322) c. Jaume II d'Aragó
            - Aimeric de Lusignan (1274/1280-1316)
            - Guiu de Lusignan (1275/1280-1303) casat amb Esquiva d'Ibelin
              - Hug IV de Xipre (1295-1359) casat 1. Maria d'Ibelin, 2. Alícia d'Ibelin
                - Guiu de Lusignan (1316-1343) c. Maria de Borbó
                  - Hug de Lusignan (1335-1385/1386) casat amb Maria de Morphou

                - Esquiva de Lusignan (1323-1363) casada amb Ferran de Mallorca
                - Pere I de Xipre (1328-1369) casat 1. Esquiva de Montfort, 2. Leonor de Gandia
                  - Pere II de Xipre (1357-1382) casat amb Valentina Visconti
                  - Margarita (Maria) de Lusignan (1360-1397) casada amb Jaume de Lusignan
                  - Esquiva de Lusignan (?-abans de 1369)

                - Joan de Lusignan (1329-1375) casat 1. Constança de Sicília, 2. Alícia d'Ibelin
                  - Jaume de Lusignan (?-1395/1397) casat amb Margarita (Maria) de Lusignan
                    - Joan de Lusignan (?-1428/1432)
                    - Pere de Lusignan (?-1451) casat amb Isabel de Lusignan
                      - Febus de Lusignan

                    - Elionor de Lusignan (?-1414) casada amb Enric de Lusignan
                    - Lluïsa de Lusignan casada amb Eudes de Lusignan

                - Jaume I de Xipre (1334-1398) casat amb Helvis de Brunswick-Grubenhagen
                  - Janus de Xipre (1375-1432) casat 1. Angelèsia Visconti, 2. Carlota de Borbó-La Marca
                    - Joan II de Xipre (1418-1458) casat 1. Amadea Palaiologina de Montferrat, 2. Elena Palaiologina
                      - Carlota de Xipre (1422/1443-1487) c. 1. Joan de Portugal, 2. Lluís de Savoia, comte de Gènova
                      - Cleòfa de Lusignan

                    - Jaume de Lusignan (?-1426)
                    - Anna de Lusignan (1415/1419-1462) casada amb Lluís de Savoia
                      - descendents del Ducat de Savoia

                    - Maria de Lusignan (?-1437)
                    - Aloisi de Lusignan (1408-1421)
                    - Guiu de Lusignan (?-després de 1433) casat amb Isabel Babin
                      - Jacoba de Lusignan
                      - Elionor de Lusignan

                    - una filla desconeguda casada amb Garceran Suàrez de Cernadilla

                  - Felip de Lusignan (?-1430)
                    - Lancelot de Lusignan (?-després de 1450)

                  - Enric de Lusignan (?-1427) casat amb Elionor de Lusignan
                  - Eudes de Lusignan (?-1421) casat amb Lluïsa de Lusignan
                  - Hug Lancelot de Lusignan (?-1442)
                  - Guiu de Lusignan
                  - una filla desconeguda (?-1374)
                  - Jacoba de Lusignan
                  - Esquiva de Lusignan (?-després de 1406) casada amb Sclavus d'Asperg
                  - Maria de Lusignan (1381-1404) casada amb Ladislau I de Nàpols
                  - Inès de Lusignan (1382-1459)
                  - Isabel de Lusignan casada amb Pere de Lusignan

                - Tomàs de Lusignan (?-1340)
                - Pere de Lusignan (?-1353)
                - Margarita de Lusignan casada amb Gualteri de Dampierre

              - Isabel de Lusignan (1296/1300-després de 1340) casada amb Eudes de Dampierre

            - Margarita de Lusignan (1276-1296) casada amb Toros III d'Armènia
              - Lleó III d'Armènia (1287-1307) c. Inès de Lusignan

            - Alícia de Lusignan (1277/1280-1324) casada amb Balian d'Ibelin
            - Helvis de Lusignan (?-1324) casada amb Hethum II d'Armènia
            - Isabel de Lusignan (1280-1319) casada. 1. Constantí de Neghir, 2. Oshin d'Armènia

        - Enric I de Xipre (1217-1253) casat 1. Alix de Montferrat, 2. Estefania de Lampron, 3. Plasència d'Antioquía
          - Hug II de Xipre (1252/1253-1267)

      - Helvis casada amb Ramon Rupen d'Antioquia
        - Maria d'Antioquía (1215-?) casada amb Felip de Montfort
          - Joan de Montfort (?-1283) casat amb Margarita de Lusignan
          - Hunfred de Montfort (?-1284) casat amb Esquiva d'Ibelin
            - Amalric de Montfort (?-1304)
            - Rupen de Montfort (?-1313)
            - un fill desconegut
            - Alix (Helvis)

          - Alix
          - Helvis

      - Alix, morta jove

    - Estefania d'Ibelin casada amb Amalric, vescomte de Nablus

  - Balian d'Ibelin (a principis dels 1140-1193) casat amb Maria Comnena
    - Helvis d'Ibelin casada 1. Reinald de Sidó, 2. Guiu de Montfort
      - Inès casada amb Rafel de Tiberiades
      - Fèmia (Eufèmia) casada amb Eudes de Tiberiades
      - Balian I de Grenier (?-1241) casat amb Margarita de Brienne
        - Julià de Grenier (?-1275) casat amb Eufèmia d'Armènia
          - Balian II de Grenier (?-1277)
          - Joan (?-1289)
          - Margarida casada amb Guiu II Embriaco

      - Felip de Montfort

    - Joan d'Ibelin (1179-1236) casat 1. Helvis de Nefin, 2. Melisenda d'Arsuf
      - Balian de Beirut (?-1247) c. Eschiva de Montbéliard
        - Joan II de Beirut (?-1264)
          - Isabel d'Ibelin (1252-1282) casada 1. Hug II de Xipre, 2. Haime Letrange, 3. Nicolás Laleman, 4. Guillermo Berlais
          - Esquiva d'Ibelin (1253-1312) casada 1. Hunfred de Montfort, 2. Guiu de Lusignan
            - Amalrico de Montfort (?-1304)
            - Rupen de Montfort (?-1313)
            - Alix de Montfort
            - Helvis de Montfort
            - Hug IV de Xipre (1295-1359) casat 1. Maria d'Ibelin, 2. Alícia d'Ibelin
            - Isabel de Lusignan (1298-1330) casada amb Eudes de Dampierre

      - Joan d'Arsuf (1211-1258) casat amb Alícia de Haifa
        - Balian d'Arsuf (1239-1277) c. Plasència d'Antioquia

      - Hug d'Ibelin (1213-1238)
      - Balduí d'Ibelin (?-1266) casat amb Alix de Bethsan
        - Joan d'Ibelin casat amb Isabel Rivet
          - Balduí d'Ibelin casat amb Margarita de Biblos
            - Isabel d'Ibelin (?-1315) casat amb Guiu d'Ibelin (1286-1308)
              - Alix d'Ibelin casada amb Hug IV de Xipre

        - Felip
        - Guiu casat amb Maria d'Armènia
        - Balian casat amb Margarita Visconti
        - Hug (?-1315)
        - Melisenda, morta jove

      - Guiu d'Ibelin casat amb Felipa Berlais
        - Balduí
        - Joan (?-1277)
        - Aimeric
        - Balian (1240-1302) casat amb Alicia de Lampron
          - Guiu d'Ibelin (1286-1308) casat amb Isabel d'Ibelin
            - Alix d'Ibelin casat amb Hug IV de Xipre

        - Felip (1253-1318)
        - Isabel d'Ibelin (1241-1324) casada amb Hug III de Xipre
        - Alícia casada amb Eudes de Dampierre
        - Esquiva
        - Melisenda
        - Maria

    - Margarita casada 1. Hug de Saint-Omer, 2. Gualter III de Cesarea
    - Felip d'Ibelin casat amb Alícia de Montbéliard
      - Joan d'Ibelin (1215-1266) casat amb Maria de Barbaron
        - Jaume (1240-1276) casat amb Maria de Montbéliard
        - Felip (?-després de 1263)
        - Guiu (1250-1304) casat amb Maria, senyora de Naumachia
        - Joan (?-després de 1263)
        - Hethum
        - Oshin
        - Margarita (1245-després de 1317)
        - Isabel (1250-després de 1298) casada amb Sempad de Saravantikar
        - María (?-després de 1298) casada 1. Vahran de Hanousse, 2. Gregorio Tardif

  - Ermengarda d'Ibelin (?-1160/1167)
  - Estefania d'Ibelin (?-després de 1167)